# 1RXS
1RXS是一個首字母縮略字，是"倫琴衛星第一次X射線調查"（1st ROSAT X-ray Survey）的前綴。這是在X射線天文學領域的倫琴衛星的X射線光譜中可見天體的目錄。
根據一位研究人員的說法，對1RXS的檢查表明，可以識別許多來源，例如衰老的中子星，以及其它"有趣"的天體。

## 外部連結
- Catalog site 的存檔，存档日期2010-01-13.